# Eulepidotis scita
Eulepidotis scita là một loài bướm đêm trong họ Erebidae.